# Królowa Wola (województwo łódzkie)
Królowa Wola – wieś w Polsce położona w województwie łódzkim, w powiecie tomaszowskim, w gminie Inowłódz.

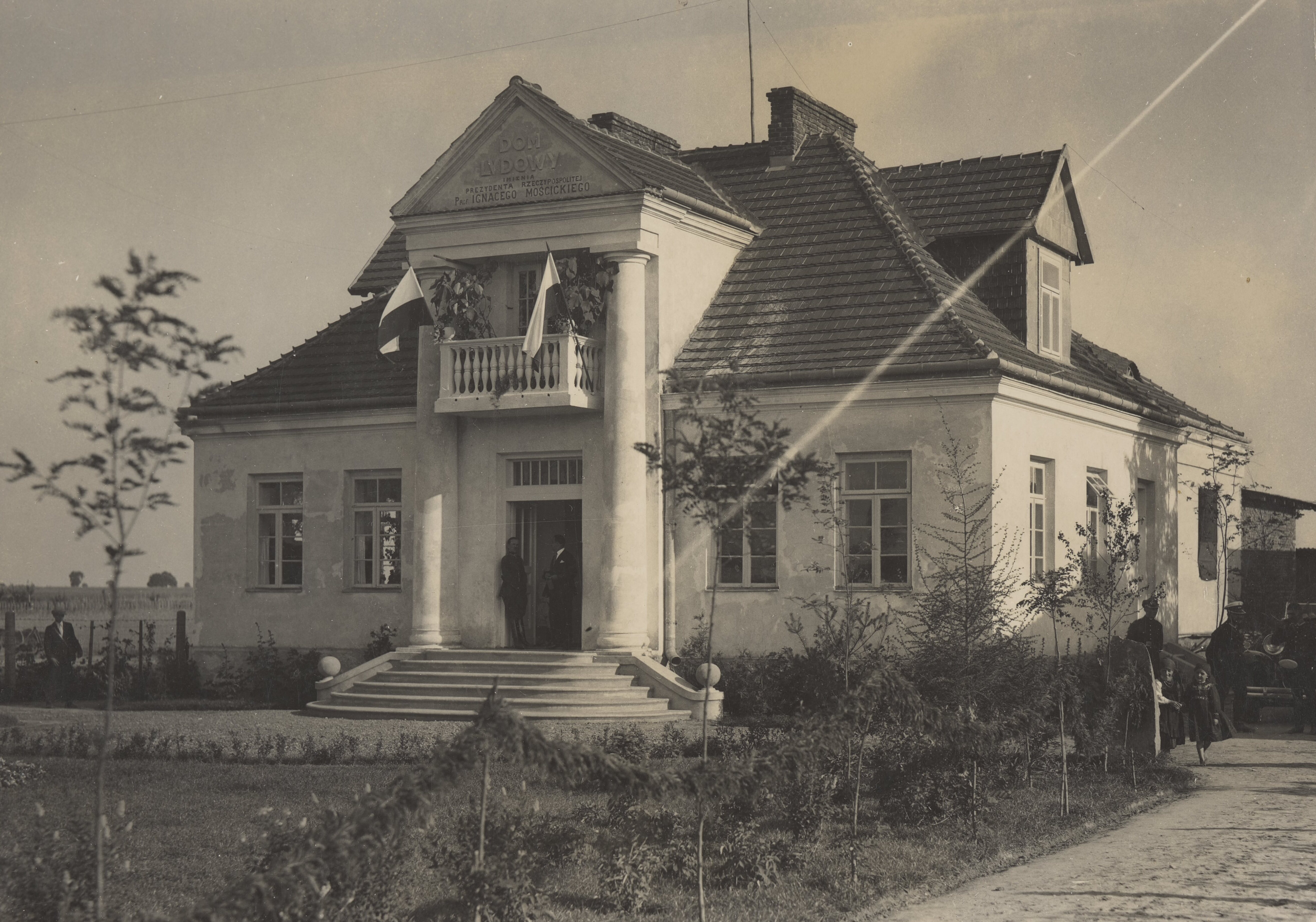
Dom Ludowy, po 1929

Wieś królewska w tenucie inowłodzkiej w powiecie brzezińskim województwa łęczyckiego w końcu XVI wieku. W latach 1954–1957 wieś należała i była siedzibą władz gromady Królowa Wola, po jej zniesieniu w gromadzie Inowłódz. W latach 1975–1998 miejscowość administracyjnie należała do województwa piotrkowskiego.
Pierwsze wzmianki o miejscowości Królowa Wola pochodzą z 1495 r.
W miejscowości znajdują się:
- Dom Ludowy
- Ochotnicza Straż Pożarna
- Szkoła Podstawowa im. Ignacego Mościckiego
- Świetlica Wiejska
- Koła Gospodyń Wiejskich
- Zespół folklorystyczny „Królowianki"
- Stowarzyszenie na Rzecz Rozwoju Królowej Woli - „Przyjazna Wieś"